# The Chainsmokers/Diskografie
Diese Diskografie ist eine Übersicht über die musikalischen Werke des US-amerikanischen DJ-Duos The Chainsmokers. Den Quellenangaben und Schallplattenauszeichnungen zufolge verkaufte es bisher mehr als 117,6 Millionen Tonträger, davon alleine in seiner Heimat über 65,5 Millionen. Seine erfolgreichste Veröffentlichung ist die Single Closer mit über 25,2 Millionen verkauften Einheiten. Die erfolgreichsten Veröffentlichungen in Deutschland sind, mit je einer Million verkauften Einheiten, die Singles Don’t Let Me Down und Something Just Like This. Diese zählen damit zu den meistverkauften Singles des Landes der 2010er-Jahre. Darüber hinaus zählt das Duo zu den wenigen Künstlern die zwei Millionenseller in Deutschland landeten.

## Alben

### Studioalben
| Jahr | Titel Musiklabel                                                 | Höchstplatzierung, Gesamtwochen, AuszeichnungChartplatzierungen (Jahr, Titel, Musiklabel, Platzierungen, Wochen, Auszeichnungen, Anmerkungen) | Höchstplatzierung, Gesamtwochen, AuszeichnungChartplatzierungen (Jahr, Titel, Musiklabel, Platzierungen, Wochen, Auszeichnungen, Anmerkungen) | Höchstplatzierung, Gesamtwochen, AuszeichnungChartplatzierungen (Jahr, Titel, Musiklabel, Platzierungen, Wochen, Auszeichnungen, Anmerkungen) | Höchstplatzierung, Gesamtwochen, AuszeichnungChartplatzierungen (Jahr, Titel, Musiklabel, Platzierungen, Wochen, Auszeichnungen, Anmerkungen) | Höchstplatzierung, Gesamtwochen, AuszeichnungChartplatzierungen (Jahr, Titel, Musiklabel, Platzierungen, Wochen, Auszeichnungen, Anmerkungen) | Höchstplatzierung, Gesamtwochen, AuszeichnungChartplatzierungen (Jahr, Titel, Musiklabel, Platzierungen, Wochen, Auszeichnungen, Anmerkungen) | Anmerkungen                                                 |
| Jahr | Titel Musiklabel                                                 | DE | AT | CH | UK | US | Dance | Anmerkungen                                                 |
| ---- | ---------------------------------------------------------------- | --- | --- | --- | --- | --- | --- | ----------------------------------------------------------- |
| 2017 | Memories…Do Not Open Disruptor Records • Columbia Records (Sony) | DE11 (15 Wo.)DE | AT9 (7 Wo.)AT | CH9 (12 Wo.)CH | UK3 Gold · (16 Wo.)UK | US1 Platin · (78 Wo.)US | Dance1 (… Wo.)Dance | Erstveröffentlichung: 7. April 2017 Verkäufe: + 1.695.000   |
| 2018 | Sick Boy Disruptor Records • Columbia Records (Sony)             | DE65 (2 Wo.)DE | AT41 (7 Wo.)AT | — | UK— SilberUK | US— GoldUS | — | Erstveröffentlichung: 14. Dezember 2018 Verkäufe: + 717.500 |
| 2019 | World War Joy Disruptor Records • Columbia Records (Sony)        | — | AT57 (2 Wo.)AT | — | — | US65 Gold · (11 Wo.)US | Dance1 (86 Wo.)Dance | Erstveröffentlichung: 6. Dezember 2019 Verkäufe: + 692.500  |
| 2022 | So Far So Good Disruptor Records • Columbia Records (Sony)       | — | AT59 (1 Wo.)AT | — | — | US106 (1 Wo.)US | Dance1 (14 Wo.)Dance | Erstveröffentlichung: 13. Mai 2022                          |
| 2023 | Summertime Friends Disruptor Records • Columbia Records (Sony)   | — | — | — | — | — | Dance15 (2 Wo.)Dance | Erstveröffentlichung: 20. Oktober 2023                      |

### EPs
| Jahr | Titel Musiklabel                                             | Höchstplatzierung, Gesamtwochen, AuszeichnungChartplatzierungen (Jahr, Titel, Musiklabel, Platzierungen, Wochen, Auszeichnungen, Anmerkungen) | Höchstplatzierung, Gesamtwochen, AuszeichnungChartplatzierungen (Jahr, Titel, Musiklabel, Platzierungen, Wochen, Auszeichnungen, Anmerkungen) | Höchstplatzierung, Gesamtwochen, AuszeichnungChartplatzierungen (Jahr, Titel, Musiklabel, Platzierungen, Wochen, Auszeichnungen, Anmerkungen) | Höchstplatzierung, Gesamtwochen, AuszeichnungChartplatzierungen (Jahr, Titel, Musiklabel, Platzierungen, Wochen, Auszeichnungen, Anmerkungen) | Höchstplatzierung, Gesamtwochen, AuszeichnungChartplatzierungen (Jahr, Titel, Musiklabel, Platzierungen, Wochen, Auszeichnungen, Anmerkungen) | Höchstplatzierung, Gesamtwochen, AuszeichnungChartplatzierungen (Jahr, Titel, Musiklabel, Platzierungen, Wochen, Auszeichnungen, Anmerkungen) | Anmerkungen                                                  |
| Jahr | Titel Musiklabel                                             | DE | AT | CH | UK | US | Dance | Anmerkungen                                                  |
| ---- | ------------------------------------------------------------ | --- | --- | --- | --- | --- | --- | ------------------------------------------------------------ |
| 2015 | Bouquet Disruptor Records • Columbia Records (Sony)          | — | — | — | — | US31 Gold · (52 Wo.)US | Dance2 (105 Wo.)Dance | Erstveröffentlichung: 23. Oktober 2015 Verkäufe: + 515.000   |
| 2016 | Collage Disruptor Records • Columbia Records (Sony)          | — | — | — | UK49 Silber · (12 Wo.)UK | US6 ×2Doppelplatin · (68 Wo.)US | Dance1 (… Wo.)Dance | Erstveröffentlichung: 4. November 2016 Verkäufe: + 2.530.000 |
| 2018 | Sick Boy Disruptor Records • Columbia Records (Sony)         | — | — | — | — | US53 (26 Wo.)US | Dance1 (125 Wo.)Dance | Erstveröffentlichung: 20. April 2018                         |
| 2019 | World War Joy Disruptor Records • Columbia Records (Sony)    | — | — | — | — | US48 (13 Wo.)US | Dance1 (27 Wo.)Dance | Erstveröffentlichung: 31. Mai 2019                           |
| 2024 | No Hard Feelings Disruptor Records • Columbia Records (Sony) | — | — | — | — | — | — | Erstveröffentlichung: 10. Mai 2024                           |

## Singles
| Jahr | Titel Album                                                     | Höchstplatzierung, Gesamtwochen, AuszeichnungChartplatzierungen (Jahr, Titel, Album, Platzierungen, Wochen, Auszeichnungen, Anmerkungen) | Höchstplatzierung, Gesamtwochen, AuszeichnungChartplatzierungen (Jahr, Titel, Album, Platzierungen, Wochen, Auszeichnungen, Anmerkungen) | Höchstplatzierung, Gesamtwochen, AuszeichnungChartplatzierungen (Jahr, Titel, Album, Platzierungen, Wochen, Auszeichnungen, Anmerkungen) | Höchstplatzierung, Gesamtwochen, AuszeichnungChartplatzierungen (Jahr, Titel, Album, Platzierungen, Wochen, Auszeichnungen, Anmerkungen) | Höchstplatzierung, Gesamtwochen, AuszeichnungChartplatzierungen (Jahr, Titel, Album, Platzierungen, Wochen, Auszeichnungen, Anmerkungen) | Höchstplatzierung, Gesamtwochen, AuszeichnungChartplatzierungen (Jahr, Titel, Album, Platzierungen, Wochen, Auszeichnungen, Anmerkungen) | Anmerkungen                                                                                         |
| Jahr | Titel Album                                                     | DE | AT | CH | UK | US | Dance | Anmerkungen                                                                                         |
| --- | --------------------------------------------------------------- | --- | --- | --- | --- | --- | --- | --------------------------------------------------------------------------------------------------- |
| 2012 | Erase –                                                         | — | — | — | — | — | — | Erstveröffentlichung: 4. Dezember 2012 feat. Priyanka Chopra                                        |
| 2013 | The Rookie –                                                    | — | — | — | — | — | — | Erstveröffentlichung: 8. Januar 2013                                                                |
| 2014 | #Selfie –                                                       | DE38 Gold · (22 Wo.)DE | AT16 (19 Wo.)AT | CH33 (6 Wo.)CH | UK11 Silber · (13 Wo.)UK | US16 Platin · (11 Wo.)US | Dance1 (26 Wo.)Dance | Erstveröffentlichung: 29. Januar 2014 Verkäufe: + 1.707.500                                         |
| 2014 | Kanye –                                                         | — | — | — | — | — | Dance15 (26 Wo.)Dance | Erstveröffentlichung: 5. August 2014 feat. sirenXXX                                                 |
| 2014 | Polkadots –                                                     | — | — | — | — | — | — | Erstveröffentlichung: 25. August 2014                                                               |
| 2015 | Let You Go –                                                    | — | — | — | — | — | Dance27 (20 Wo.)Dance | Erstveröffentlichung: 3. März 2015 feat. Great Good Fine OK                                         |
| 2015 | Roses Bouquet                                                   | DE24 Platin · (27 Wo.)DE | AT18 Gold · (27 Wo.)AT | CH20 Platin · (28 Wo.)CH | UK17 Platin · (27 Wo.)UK | US6 ×6Sechsfachplatin · (31 Wo.)US | Dance1 (52 Wo.)Dance | Erstveröffentlichung: 16. Juni 2015 feat. Rozes; Verkäufe: + 9.130.000                              |
| 2015 | Good Intentions Bouquet                                         | — | — | — | — | — | — | Erstveröffentlichung: 10. Juli 2015 feat. BullySongs                                                |
| 2015 | Waterbed Bouquet                                                | — | — | — | — | — | Dance36 (11 Wo.)Dance | Erstveröffentlichung: 17. Juli 2015 feat. Waterbed                                                  |
| 2015 | Split (Only U) –                                                | — | — | — | — | — | — | Erstveröffentlichung: 14. September 2015 mit Tiësto                                                 |
| 2015 | Until You Were Gone Bouquet                                     | — | — | — | — | US— GoldUS | Dance21 (26 Wo.)Dance | Erstveröffentlichung: 18. September 2015 mit Tritonal feat. Emily Warren; Verkäufe: + 580.000       |
| 2015 | New York City Bouquet                                           | — | — | — | — | US— GoldUS | Dance25 (20 Wo.)Dance | Erstveröffentlichung: 30. Oktober 2015; Verkäufe: + 500.000                                         |
| 2016 | Don’t Let Me Down Collage                                       | DE6 Diamant · (61 Wo.)DE | AT6 Platin · (50 Wo.)AT | CH8 ×2Doppelplatin · (51 Wo.)CH | UK2 ×3Dreifachplatin · (50 Wo.)UK | US3 Diamant · (52 Wo.)US | Dance1 (54 Wo.)Dance | Erstveröffentlichung: 5. Februar 2016 feat. Daya; Verkäufe: + 17.073.333 Grammy (Dance/Electronica) |
| 2016 | Inside Out Collage                                              | — | — | — | — | US— GoldUS | Dance13 (27 Wo.)Dance | Erstveröffentlichung: 1. April 2016 feat. Charlee; Verkäufe: + 575.000                              |
| 2016 | Closer Collage                                                  | DE2 ×2Doppelplatin · (41 Wo.)DE | AT2 Platin · (39 Wo.)AT | CH5 ×2Doppelplatin · (37 Wo.)CH | UK1 ×5Fünffachplatin · (47 Wo.)UK | US1 ×5Diamant + Fünffachplatin · (52 Wo.)US                                                                                              | Dance1 (52 Wo.)Dance | Erstveröffentlichung: 29. Juli 2016 feat. Halsey; Verkäufe: + 25.273.333                            |
| 2016 | All We Know Collage                                             | DE40 (13 Wo.)DE | AT15 (14 Wo.)AT | CH32 Gold · (15 Wo.)CH | UK24 Silber · (17 Wo.)UK | US18 Platin · (16 Wo.)US | — | Erstveröffentlichung: 30. September 2016 feat. Phoebe Ryan; Verkäufe: + 2.101.666                   |
| 2016 | Setting Fires Collage                                           | — | AT57 (2 Wo.)AT | CH73 (4 Wo.)CH | UK55 (2 Wo.)UK | US71 Gold · (2 Wo.)US | Dance8 (20 Wo.)Dance | Erstveröffentlichung: 4. November 2016 feat. XYLØ; Verkäufe: + 695.000                              |
| 2017 | Paris Memories…Do Not Open                                      | DE3 ×3Dreifachgold · (23 Wo.)DE | AT6 Gold · (22 Wo.)AT | CH8 Gold · (21 Wo.)CH | UK5 ×2Doppelplatin · (24 Wo.)UK | US6 ×4Vierfachplatin · (20 Wo.)US | Dance1 (26 Wo.)Dance | Erstveröffentlichung: 13. Januar 2017 feat. Emily Warren; Verkäufe: + 8.143.333                     |
| 2017 | Something Just Like This Memories…Do Not Open • Kaleidoscope EP | DE4 ×3Dreifachplatin · (52 Wo.)DE | AT2 Platin · (47 Wo.)AT | CH3 ×4Vierfachplatin · (60 Wo.)CH | UK2 ×5Fünffachplatin · (45 Wo.)UK | US3 Diamant · (39 Wo.)US | Dance1 (79 Wo.)Dance | Erstveröffentlichung: 22. Februar 2017 mit Coldplay; Verkäufe: + 21.500.000                         |
| 2017 | The One Memories…Do Not Open                                    | DE47 (4 Wo.)DE | AT30 (5 Wo.)AT | CH36 (3 Wo.)CH | UK63 (4 Wo.)UK | US78 Gold · (2 Wo.)US | Dance10 (20 Wo.)Dance | Erstveröffentlichung: 27. März 2017 Verkäufe: + 560.000; Promosingle                                |
| 2017 | Honest Memories…Do Not Open                                     | — | — | — | — | US77 Gold · (4 Wo.)US | Dance8 (23 Wo.)Dance | Erstveröffentlichung: 4. August 2017 Verkäufe: + 535.000                                            |
| 2017 | Young Memories…Do Not Open                                      | — | — | — | — | US— GoldUS | Dance18 (20 Wo.)Dance | Erstveröffentlichung: 29. September 2017; Verkäufe: + 520.000                                       |
| 2018 | Sick Boy                                                        | DE5 Platin · (20 Wo.)DE | AT4 Gold · (18 Wo.)AT | CH32 Gold · (15 Wo.)CH | UK35 Silber · (9 Wo.)UK | US65 Platin · (3 Wo.)US | — | Erstveröffentlichung: 17. Januar 2018 Verkäufe: + 2.065.000                                         |
| 2018 | You Owe Me Sick Boy                                             | — | AT58 (2 Wo.)AT | CH93 (1 Wo.)CH | UK97 (1 Wo.)UK | — | — | Erstveröffentlichung: 16. Februar 2018 Verkäufe: + 60.000                                           |
| 2018 | Everybody Hates Me Sick Boy                                     | DE75 (2 Wo.)DE | AT35 (3 Wo.)AT | CH68 (2 Wo.)CH | UK81 (2 Wo.)UK | US100 Gold · (1 Wo.)US | Dance5 (20 Wo.)Dance | Erstveröffentlichung: 16. März 2018 Verkäufe: + 570.000                                             |
| 2018 | Somebody Sick Boy                                               | DE71 (1 Wo.)DE | AT34 (1 Wo.)AT | CH91 (1 Wo.)CH | UK87 (1 Wo.)UK | US— GoldUS | Dance8 (20 Wo.)Dance | Erstveröffentlichung: 20. April 2018 feat. Drew Love; Verkäufe: + 670.000                           |
| 2018 | Side Effects Sick Boy                                           | — | — | CH92 (1 Wo.)CH | UK50 (9 Wo.)UK | US66 Gold · (6 Wo.)US | Dance7 (20 Wo.)Dance | Erstveröffentlichung: 27. Juli 2018 feat. Emily Warren; Verkäufe: + 675.000                         |
| 2018 | Save Yourself Sick Boy                                          | — | — | — | — | — | Dance21 (5 Wo.)Dance | Erstveröffentlichung: 24. August 2018 mit Nghtmre                                                   |
| 2018 | This Feeling Sick Boy                                           | — | AT50 (7 Wo.)AT | CH88 (3 Wo.)CH | UK63 Silber · (6 Wo.)UK | US50 ×2Doppelplatin · (20 Wo.)US | Dance4 (39 Wo.)Dance | Erstveröffentlichung: 18. September 2018 feat. Kelsea Ballerini; Verkäufe: + 2.760.000              |
| 2018 | Siren Sick Boy                                                  | — | — | — | — | — | Dance29 (2 Wo.)Dance | Erstveröffentlichung: 26. Oktober 2018 mit Aazar                                                    |
| 2018 | Beach House Sick Boy                                            | DE92 (1 Wo.)DE | AT46 (1 Wo.)AT | CH93 (1 Wo.)CH | — | — | Dance10 (20 Wo.)Dance | Erstveröffentlichung: 16. November 2018 Verkäufe: + 20.000                                          |
| 2018 | Hope Sick Boy                                                   | — | AT56 (2 Wo.)AT | CH71 (4 Wo.)CH | UK89 (2 Wo.)UK | US— GoldUS | Dance7 (23 Wo.)Dance | Erstveröffentlichung: 14. Dezember 2018 feat. Winona Oak; Verkäufe: + 710.000                       |
| 2019 | Who Do You Love World War Joy                                   | DE55 (3 Wo.)DE | AT31 (4 Wo.)AT | CH43 (3 Wo.)CH | UK34 Gold · (14 Wo.)UK | US52 ×2Doppelplatin · (17 Wo.)US | Dance4 (26 Wo.)Dance | Erstveröffentlichung: 7. Februar 2019 feat. 5 Seconds of Summer; Verkäufe: + 2.935.000              |
| 2019 | Kills You Slowly World War Joy                                  | — | — | — | — | — | — | Erstveröffentlichung: 29. März 2019                                                                 |
| 2019 | Do You Mean World War Joy                                       | — | — | — | — | — | — | Erstveröffentlichung: 26. April 2019 mit Ty Dolla Sign & Bülow; Verkäufe: + 60.000                  |
| 2019 | Call You Mine World War Joy                                     | DE55 (8 Wo.)DE | AT32 (9 Wo.)AT | CH42 (9 Wo.)CH | UK54 Silber · (9 Wo.)UK | US56 ×2Doppelplatin · (14 Wo.)US | Dance2 (26 Wo.)Dance | Erstveröffentlichung: 31. Mai 2019 feat. Bebe Rexha; Verkäufe: + 2.645.000                          |
| 2019 | Takeaway World War Joy                                          | DE30 Gold · (18 Wo.)DE | AT28 (18 Wo.)AT | CH37 Gold · (19 Wo.)CH | UK64 Silber · (10 Wo.)UK | US69 Platin · (2 Wo.)US | Dance3 (34 Wo.)Dance | Erstveröffentlichung: 24. Juli 2019 mit Illenium feat. Lennon Stella; Verkäufe: + 1.965.000         |
| 2019 | Push My Luck World War Joy                                      | — | — | — | — | — | — | Erstveröffentlichung: 8. November 2019                                                              |
| 2022 | High So Far So Good                                             | DE— aDE | AT68 (1 Wo.)AT | CH96 (1 Wo.)CH | — | US57 Gold · (9 Wo.)US | — | Erstveröffentlichung: 28. Januar 2022 Verkäufe: + 560.000                                           |
| 2022 | iPad So Far So Good                                             | — | — | — | — | — | Dance6 (16 Wo.)Dance | Erstveröffentlichung: 15. April 2022                                                                |
| 2022 | Riptide So Far So Good                                          | — | — | — | — | — | Dance9 (9 Wo.)Dance | Erstveröffentlichung: 22. April 2022                                                                |
| 2022 | Wish on an Eyelash 2 –                                          | — | — | — | — | — | Dance14 (5 Wo.)Dance | Erstveröffentlichung: 9. Dezember 2022 mit Mallrat                                                  |
| 2023 | Make Me Feel –                                                  | — | — | — | — | — | Dance17 (3 Wo.)Dance | Erstveröffentlichung: 13. Januar 2023 mit Cheyenne Giles                                            |
| 2023 | Up & Down Summertime Friends                                    | — | — | — | — | — | Dance13 (4 Wo.)Dance | Erstveröffentlichung: 21. April 2023 mit 347aidan                                                   |
| 2023 | Self Destruction Mode Summertime Friends                        | — | — | — | — | — | Dance16 (10 Wo.)Dance | Erstveröffentlichung: 2. Juni 2023 mit Bludnymph                                                    |
| 2023 | See You Again Summertime Friends                                | — | — | — | — | — | Dance13 (5 Wo.)Dance | Erstveröffentlichung: 23. Juni 2022 mit Illenium & Carlie Hanson                                    |
| 2023 | Celular Summertime Friends                                      | — | — | — | — | — | Dance24 (3 Wo.)Dance | Erstveröffentlichung: 6. Juli 2023 feat. Nicky Jam & Maluma                                         |
| 2023 | My Bad Summertime Friends                                       | — | — | — | — | — | Dance23 (3 Wo.)Dance | Erstveröffentlichung: 28. Juli 2023 mit Shenseea                                                    |
| 2023 | Summertime Friends                                              | — | — | — | — | — | Dance19 (10 Wo.)Dance | Erstveröffentlichung: 8. September 2023                                                             |
| 2023 | Jungle –                                                        | — | — | — | — | — | Dance28 (15 Wo.)Dance | Erstveröffentlichung: 22. September 2023 Verkäufe: + 150.000; mit Alok & Mae Stephens               |
| 2023 | Fault in the Stars –                                            | — | — | — | — | — | Dance47 (1 Wo.)Dance | Erstveröffentlichung: 17. Oktober 2023 mit Powfu                                                    |
| 2024 | Addicted No Hard Feelings                                       | DE— bDE | — | CH45 (21 Wo.)CH | UK50 Silber · (19 Wo.)UK | — | Dance10 (26 Wo.)Dance | Erstveröffentlichung: 29. März 2024 Verkäufe: + 270.000; mit Ink & Zerb                             |
| 2024 | Friday No Hard Feelings                                         | — | — | — | — | — | Dance17 (3 Wo.)Dance | Erstveröffentlichung: 26. April 2024 mit Fridayy                                                    |
| 2024 | Don’t Lie –                                                     | — | — | — | — | — | Dance24 (2 Wo.)Dance | Erstveröffentlichung: 6. September 2024 mit Kim Petras                                              |
| Folgende Lieder erschienen nicht als Single, wurden aber durch das Album zum Download und Streaming bereitgestellt und konnten somit eine Platzierung erlangen: |                                                                 | | | | | | | |
| |                                                                 | | | | | | | |
| 2017 | Bloodstream Memories…Do Not Open                                | — | AT72 (1 Wo.)AT | — | — | — | Dance15 (11 Wo.)Dance | Charteinstieg: 21. April 2017                                                                       |
| 2017 | Break Up Every Night Memories…Do Not Open                       | — | — | — | — | — | Dance12 (13 Wo.)Dance | Charteinstieg: 29. April 2017                                                                       |
| 2017 | My Type Memories…Do Not Open                                    | — | — | — | — | — | Dance14 (16 Wo.)Dance | Charteinstieg: 29. April 2017 feat. Emily Warren                                                    |
| 2017 | Last Day Alive Memories…Do Not Open                             | — | — | — | — | — | Dance16 (9 Wo.)Dance | Charteinstieg: 29. April 2017 feat. Florida Georgia Line                                            |
| 2017 | Don’t Say Memories…Do Not Open                                  | — | — | — | — | — | Dance19 (9 Wo.)Dance | Charteinstieg: 29. April 2017 feat. Emily Warren                                                    |
| 2017 | Wake Up Alone Memories…Do Not Open                              | — | — | — | — | — | Dance23 (7 Wo.)Dance | Charteinstieg: 29. April 2017 feat. Jhené Aiko                                                      |
| 2017 | It Won’t Kill Ya Memories…Do Not Open                           | — | — | — | — | — | Dance24 (12 Wo.)Dance | Charteinstieg: 29. April 2017 feat. Louane; Verkäufe: + 66.666                                      |
| 2019 | Family World War Joy                                            | — | — | CH51 (1 Wo.)CH | — | — | Dance6 (20 Wo.)Dance | Erstveröffentlichung: 6. Dezember 2019 mit Kygo                                                     |
| 2019 | P.S. I Hope You’re Happy World War Joy                          | — | — | — | — | — | Dance16 (7 Wo.)Dance | Erstveröffentlichung: 6. Dezember 2019 feat. Blink-182                                              |
| 2019 | The Reaper World War Joy                                        | — | — | — | — | — | Dance23 (3 Wo.)Dance | Erstveröffentlichung: 6. Dezember 2019 feat. Amy Shark; Verkäufe: + 70.000                          |
| 2019 | See The Way World War Joy                                       | — | — | — | — | — | Dance24 (4 Wo.)Dance | Erstveröffentlichung: 6. Dezember 2019 feat. Sabrina Claudio                                        |
| 2022 | The Fall So Far So Good                                         | — | — | — | — | — | Dance15 (4 Wo.)Dance | mit Ship Wrek                                                                                       |
| 2022 | If You’re Serious So Far So Good                                | — | — | — | — | — | Dance29 (1 Wo.)Dance | |
| 2022 | Maradona So Far So Good                                         | — | — | — | — | — | Dance31 (1 Wo.)Dance | |
| 2022 | Why Can’t You Wait So Far So Good                               | — | — | — | — | — | Dance32 (2 Wo.)Dance | mit Bob Moses                                                                                       |
| 2022 | Solo Mission So Far So Good                                     | — | — | — | — | — | Dance33 (1 Wo.)Dance | |
| 2022 | Something Different So Far So Good                              | — | — | — | — | — | Dance36 (1 Wo.)Dance | |
| 2022 | Channel 1 So Far So Good                                        | — | — | — | — | — | Dance40 (1 Wo.)Dance | |
| 2022 | Testing So Far So Good                                          | — | — | — | — | — | Dance41 (1 Wo.)Dance | |
| 2022 | I Hope You Change Your Mind So Far So Good                      | — | — | — | — | — | Dance43 (1 Wo.)Dance | |
| 2023 | Think of Us Summertime Friends                                  | — | — | — | — | — | Dance31 (2 Wo.)Dance | mit Gracey                                                                                          |
| 2024 | No Shade at Pitti No Hard Feelings                              | — | — | — | — | — | Dance21 (2 Wo.)Dance | |

## Musikvideos
| Jahr | Titel                                                 | Regie                            |
| ---- | ----------------------------------------------------- | -------------------------------- |
| 2014 | #Selfie                                               | Taylor Stephens & Ike Love Jones |
| 2014 | Kanye (feat. sirenXX)                                 | Niklaus Lange                    |
| 2015 | Let You Go (feat. Great Good Fine Ok)                 | Joe Zohar                        |
| 2015 | Good Intentions (feat. BullySongs)                    | Joe Zohar                        |
| 2015 | Roses (feat. Rozes)                                   | Impossible Brief                 |
| 2015 | Waterbed (feat. Waterbed)                             | Joe Zohar                        |
| 2015 | Until You Were Gone (mit Tritonal feat. Emily Warren) | Joe Zohar                        |
| 2016 | Don’t Let Me Down (feat. Daya)                        | Marcus Kuhne                     |
| 2016 | Closer (feat. Halsey)                                 | Dano Cerny                       |
| 2016 | Setting Fires (feat. XYLØ)                            | James Zwadlo                     |
| 2016 | All We Know (feat. Phoebe Ryan)                       | Rory Kramer                      |
| 2017 | Paris                                                 | Rory Kramer                      |

## Sonderveröffentlichungen
Remixe
| - 2013: Jónsi – Around Us - 2013: Tonite Only – We Run the Nite - 2013: Two Door Cinema Club – Sleeping Alone - 2013: Little Daylight – Overdose - 2013: Daughter – Medicine - 2013: Phoenix – Trying to Be Cool - 2013: Say Lou Lou – Julian - 2013: ASTR – Operate - 2013: Smallpools – Dreaming - 2013: The Killers – Miss Atomic Bomb - 2013: Fenech-Soler – Last Forever - 2013: Cash Cash feat. Bebe Rexha – Take Me Home - 2013: The Wanted – We Own the Night - 2013: Banks – Change - 2013: Icona Pop – Girlfriend - 2013: Mikky Ekko – Kids - 2013: The Colourist – Fix This - 2014: Tove Lo – Habits (Stay High) | - 2014: NoNoNo – Pumpin Blood - 2014: Ellie Goulding – Goodness Gracious - 2014: Bastille – Flaws - 2014: Strange Talk – Young Hearts - 2014: Chromeo – Jealous (I Ain’t with It) - 2014: Adventure Club feat. The Kite String Tangle – Wonder - 2014: Foxes – Holding onto Heaven - 2014: Guy Sebastian – Like a Drum - 2014: José González – Step Out - 2014: Bebe Rexha – I Can’t Stop Drinking About You - 2014: Anna of the North – Sway - 2014: Josef Salvat – Open Season - 2014: Neon Trees – Sleeping with a Friend - 2014: A-Trak feat. Andrew Wyatt – Push - 2015: Clean Bandit & Jess Glynne – Real Love - 2015: Steve Aoki feat. Fall Out Boy – Back to Earth - 2015: Life of Dillon – Overload |

## Statistik

### Chartauswertung
|                     | DE    | AT    | CH    | UK    | US    | Dance       |
| ------------------- | ----- | ----- | ----- | ----- | ----- | ----------- |
| Nummer-eins-Alben   | DE—DE | AT—AT | CH—CH | UK—UK | US1US | Dance5Dance |
| Top-10-Alben        | DE—DE | AT1AT | CH1CH | UK1UK | US2US | Dance6Dance |
| Alben in den Charts | DE2DE | AT4AT | CH1CH | UK2UK | US7US | Dance7Dance |

|                       | DE     | AT     | CH     | UK     | US     | Dance        |
| --------------------- | ------ | ------ | ------ | ------ | ------ | ------------ |
| Nummer-eins-Singles   | DE—DE  | AT—AT  | CH—CH  | UK1UK  | US1US  | Dance6Dance  |
| Top-10-Singles        | DE5DE  | AT5AT  | CH4CH  | UK4UK  | US5US  | Dance20Dance |
| Singles in den Charts | DE15DE | AT21AT | CH23CH | UK20UK | US18US | Dance59Dance |

### Auszeichnungen für Musikverkäufe
| Land/RegionAuszeichnungen für Musikverkäufe (Land/Region, Auszeichnungen, Verkäufe, Quellen) | Silber     | Gold       | Platin         | Diamant       | Verkäufe   | Quellen              |
| -------------------------------------------------------------------------------------------- | ---------- | ---------- | -------------- | ------------- | ---------- | -------------------- |
| Australien (ARIA)                                                                            | —          | 10× Gold10 | 67× Platin67   | —             | 5.040.000  | aria.com.au          |
| Belgien (BRMA)                                                                               | —          | 5× Gold5   | 10× Platin10   | —             | 390.000    | ultratop.be          |
| Brasilien (PMB)                                                                              | —          | 8× Gold8   | 24× Platin24   | 10× Diamant10 | 3.440.000  | pro-musicabr.org.br  |
| Dänemark (IFPI)                                                                              | —          | 6× Gold6   | 15× Platin15   | —             | 1.400.000  | ifpi.dk              |
| Deutschland (BVMI)                                                                           | —          | 3× Gold3   | 8× Platin8     | Diamant1      | 4.750.000  | musikindustrie.de    |
| Frankreich (SNEP)                                                                            | —          | 3× Gold3   | 2× Platin2     | 3× Diamant3   | 1.166.664  | snepmusique.com      |
| Griechenland (IFPI)                                                                          | —          | —          | 2× Platin2     | —             | 40.000     | Einzelnachweise      |
| Italien (FIMI)                                                                               | —          | 3× Gold3   | 27× Platin27   | —             | 1.435.000  | fimi.it              |
| Japan (RIAJ)                                                                                 | —          | Gold1      | 2× Platin2     | —             | —          | riaj.or.jp           |
| Kanada (MC)                                                                                  | —          | 5× Gold5   | 56× Platin56   | 2× Diamant2   | 5.560.000  | musiccanada.com      |
| Mexiko (AMPROFON)                                                                            | —          | 11× Gold11 | 12× Platin12   | 4× Diamant4   | 2.250.000  | amprofon.com.mx      |
| Neuseeland (RMNZ)                                                                            | —          | 5× Gold5   | 46× Platin46   | —             | 1.327.500  | radioscope.co.nz NZ2 |
| Niederlande (NVPI)                                                                           | —          | Gold1      | 5× Platin5     | —             | 220.000    | nvpi.nl              |
| Norwegen (IFPI)                                                                              | —          | —          | 11× Platin11   | —             | 600.000    | ifpi.no              |
| Österreich (IFPI)                                                                            | —          | 3× Gold3   | 3× Platin3     | —             | 135.000    | ifpi.at              |
| Polen (ZPAV)                                                                                 | —          | 7× Gold7   | 11× Platin11   | 2× Diamant2   | 875.000    | olis.pl              |
| Portugal (AFP)                                                                               | —          | —          | 11× Platin11   | —             | 110.000    | Einzelnachweise      |
| Schweden (IFPI)                                                                              | —          | —          | 35× Platin35   | —             | 1.750.000  | sverigetopplistan.se |
| Schweiz (IFPI)                                                                               | —          | 4× Gold4   | 9× Platin9     | —             | 230.000    | hitparade.ch         |
| Singapur (RIAS)                                                                              | —          | —          | 3× Platin3     | —             | 30.000     | rias.org.sg          |
| Spanien (Promusicae)                                                                         | —          | 2× Gold2   | 12× Platin12   | —             | 750.000    | elportaldemusica.es  |
| Vereinigte Staaten (RIAA)                                                                    | —          | 15× Gold15 | 29× Platin29   | 3× Diamant3   | 66.500.000 | riaa.com             |
| Vereinigtes Königreich (BPI)                                                                 | 9× Silber9 | 2× Gold2   | 16× Platin16   | —             | 11.760.000 | bpi.co.uk            |
| Insgesamt                                                                                    | 9× Silber9 | 94× Gold94 | 416× Platin416 | 25× Diamant25 |            |                      |